# Temple réformé d'Óbuda
Le Temple réformé d'Óbuda (Óbudai református templom) est une église calviniste de Budapest, située dans le quartier d'Óbuda.